# Esteban González
Esteban Nicolás „Teté” González Rojas (ur. 16 września 1978 w Córdobie) – argentyński piłkarz pochodzenia włoskiego występujący na pozycji defensywnego pomocnika, trener piłkarski.
W 2004 roku został zawieszony na trzy miesiące po wykryciu w jego organizmie niedozwolonej substancji na kontroli antydopingowej.